# Eduard V.
Eduard V. (4. studenog 1470. – London Tower, 1483.?), engleski kralj.
Bio je četvrto od desetero djece Eduarda IV. i Elizabeth Woodville. Rođen je u doba kratke restauracije dinastije Lancaster na čelu s Henrikom VI. godine 1470. Povratkom Eduarda IV. iz izgnaništva na vlast godine 1471. postao je službeni nasljednik engleske krune i dobio naslov Princ od Walesa.
9. travnja 1483., smrću svog oca Eduarda IV. naslijedio je krunu s nepunih trinaest godina. Kako još tada nije bio punoljetan njegovu stricu Rikardu povjerena je uloga zaštitnika mladog kralja. No, Rikard svoju ulogu nije izvršavao lojalno mladom kralju nego je pred Parlamentom pokrenuo postupak kojim je želio dokazati da njegov nećak nema legitimitet naslijediti englesku krunu.
25. lipnja 1483. godine Parlament je proglasio mladog Eduarda i njegovog mlađeg brata Rikarda, grofa od Shrewsburyja (ostala djeca bila su ženskog spola), nelegitimnim nasljednicima krune, jer je njihov stric Rikard dokazao da je njegov pokojni brat Eduard IV., prije nego što se oženio s Elizabeth Woodville već bio oženjen s Lady Eleanor Butler, pa je stoga brak s Elizabeth bio nevaljan i djeca rođena u tom braku nezakonita. Kako su druga  Rikardova braća umrla prije pokojnog Eduarda IV. Rikard je, slijedom spomenutih događanja, bio jedini zakoniti nasljednik krune.
Mladi kralj Eduard i njegov brat Rikard zatočeni su, tobože radi vlastite sigurnosti, u London Tower i nikada više nisu viđeni. O tome što se poslije događalo može se samo nagađati, a smatra se da su najvjerojatnije ubijeni. Rikarda su optuživali za njihovu smrt premda to nikada nije bilo dokazano. Rikard se nakon njihovog zatočenja dao 6. srpnja 1483. okruniti za engleskog kralja.
Godine 1674. neki radnici su, prilikom preuređenja  London Towera, iskopali kutiju s dva mala kostura. Stavili su ih na hrpu otpada dok se netko nije dosjetio da bi to mogli biti ostaci dvojice mladih prinčeva. Tadašnji engleski kralj Karlo II. zapovijedio je da se njihovi ostatci presele u Westminstersku opatiju i tamo dostojno pokopaju gdje i danas leže, iako nikada nije sa sigurnošću utvrđeno da su to njihovi posmrti ostaci.
| Prethodnik Eduard IV. | Kralj Engleske | Nasljednik Rikard III., kralj Engleske |